# Palais Martinic
Le Palais Martinic se trouve place Hradčany près du Château de Prague. C'est l'un des plus beaux édifices de la Renaissance de Prague de la seconde moitié du XVIe siècle.

## Histoire

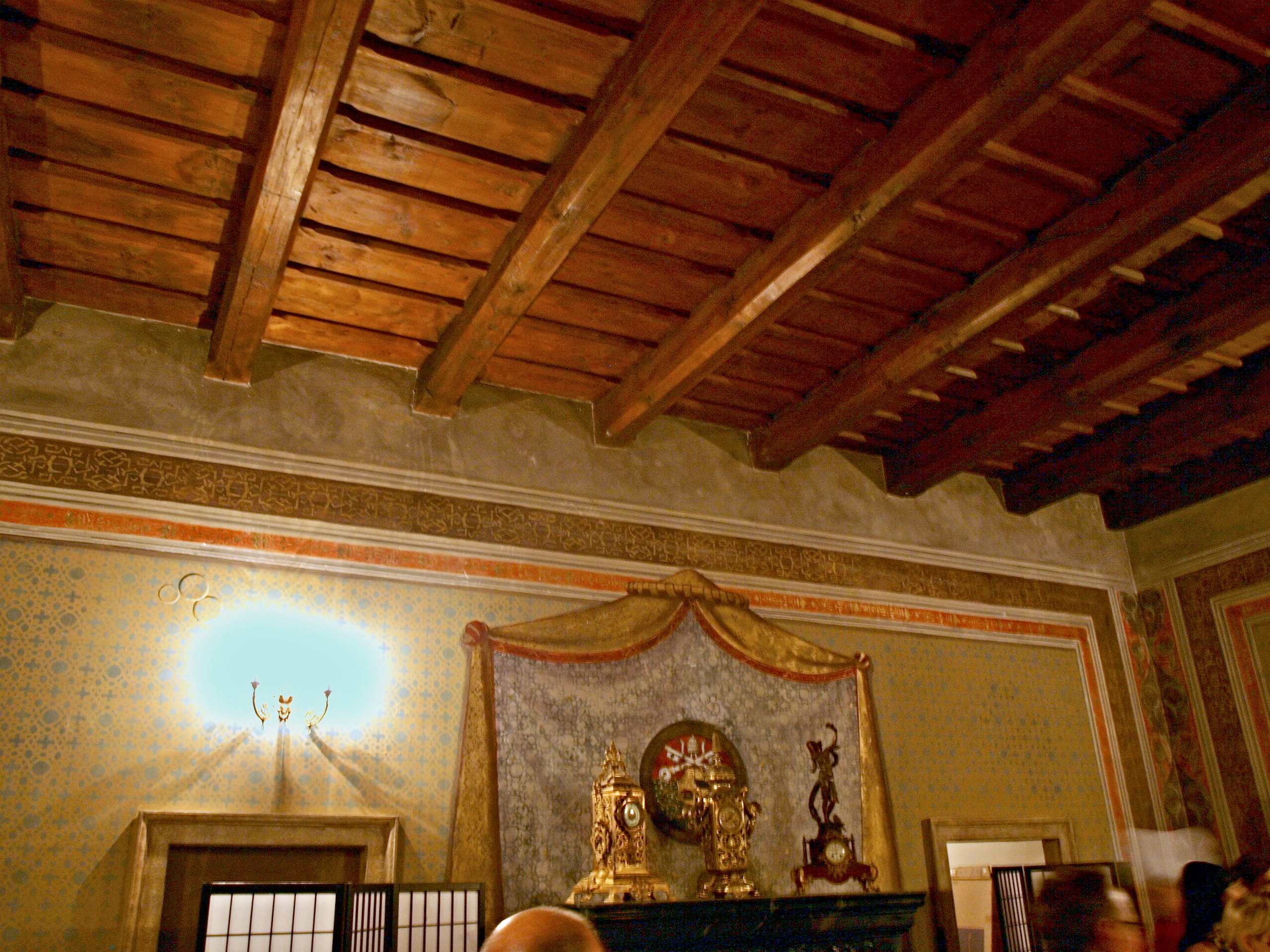
Un des petites salles du palais Martinic

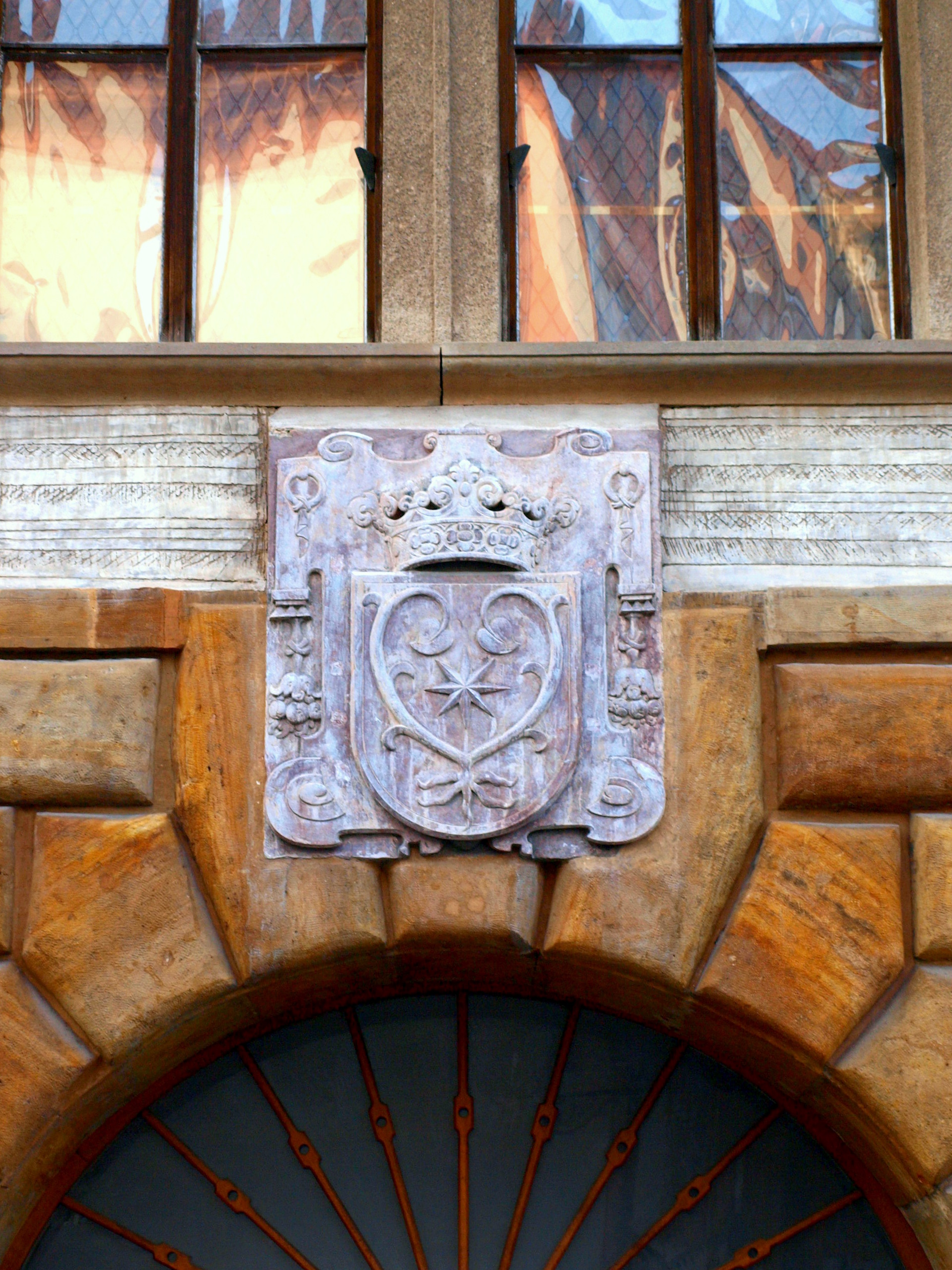
Blason sur l'entrée

Le bâtiment a été construit après l'incendie des quartiers de Hradčany et de Malá Strana en 1541. En 1583 il fut vendu à Jiří Martinic de Smečno, qui a immédiatement commencé à le reconstruire. Le palais est resté propriété de la famille Martinic jusqu'en 1788, date à laquelle la famille s'éteint.
Le bâtiment est richement décoré de sgraffites en plein air, où sont représentés des scènes de Joseph Egyptien, d'Hercule,... La décoration peinte est également riche à l'intérieur du bâtiment lui-même.
Au XXe siècle, d'importants travaux de reconstruction ont été entrepris. Basé sur des dessins très précis et préservés, certaines salles intérieures ont pu être restaurées, voire reconstituées dans leur état d'origine de la Renaissance.

## Usages
Depuis 1974, le Palais Martinic était le siège de l’architecte en chef de la capitale Prague, chargé de la planification et d’activités similaires. Il a conservé cet usage jusqu’à sa restitution à l'Etat en 1994.
Début septembre 2015, la compagnie d'électricité chinoise CEFC a acheté le palais Martinic . Elle l'a revendue au groupe d'investissement tchèque R2G en 2016 .

## Galerie

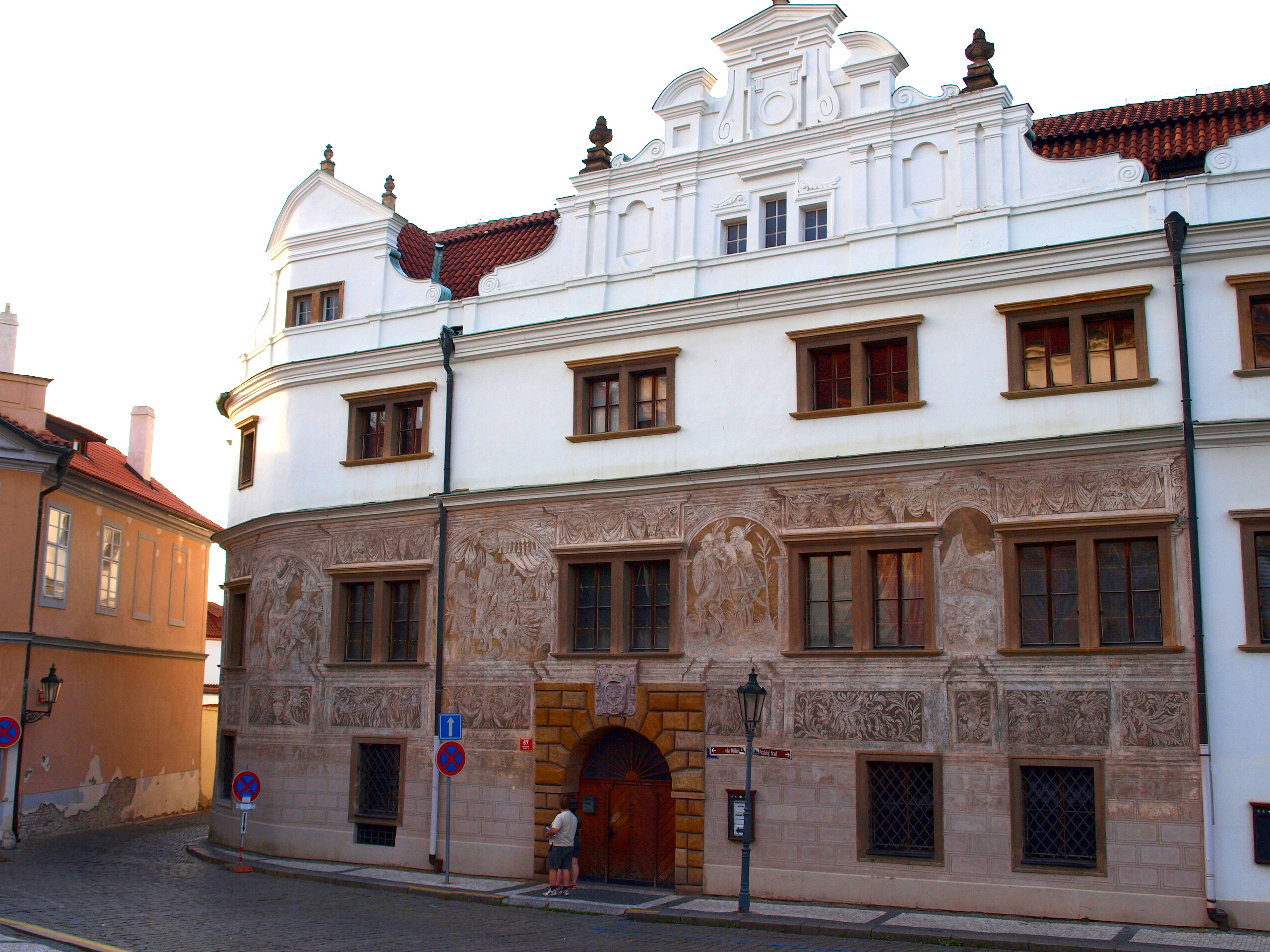
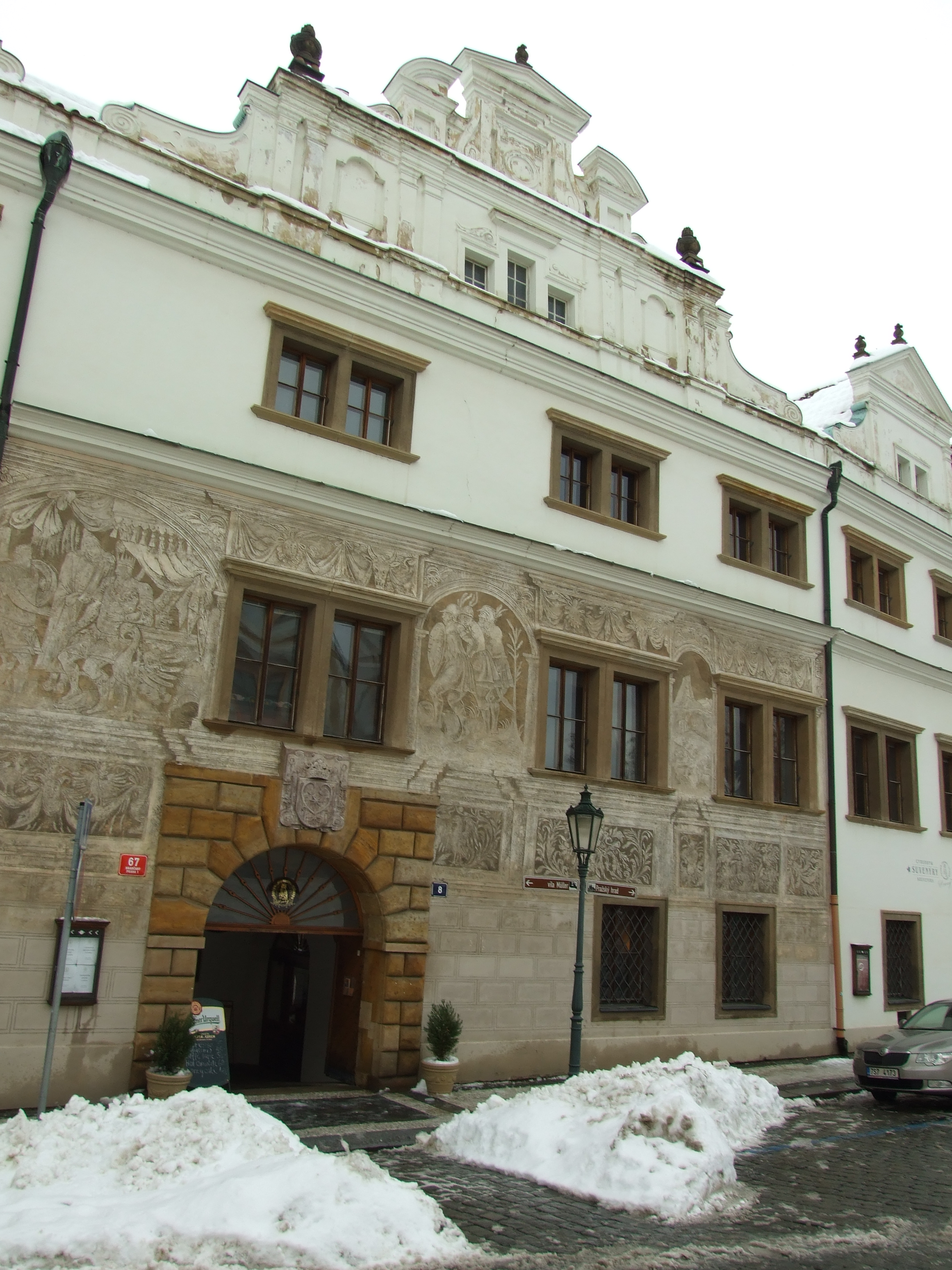
Façade du palais en hiver
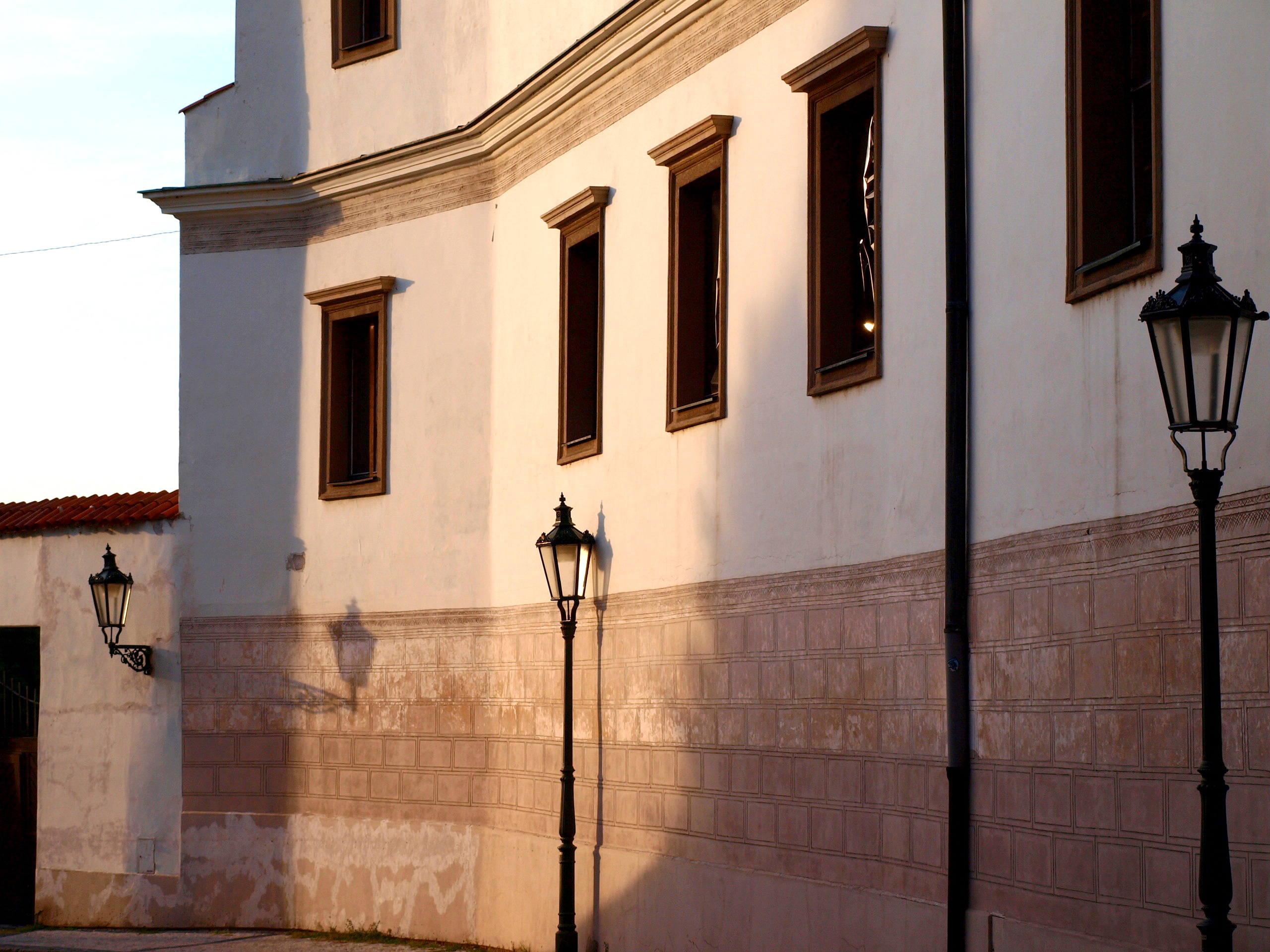
Détail
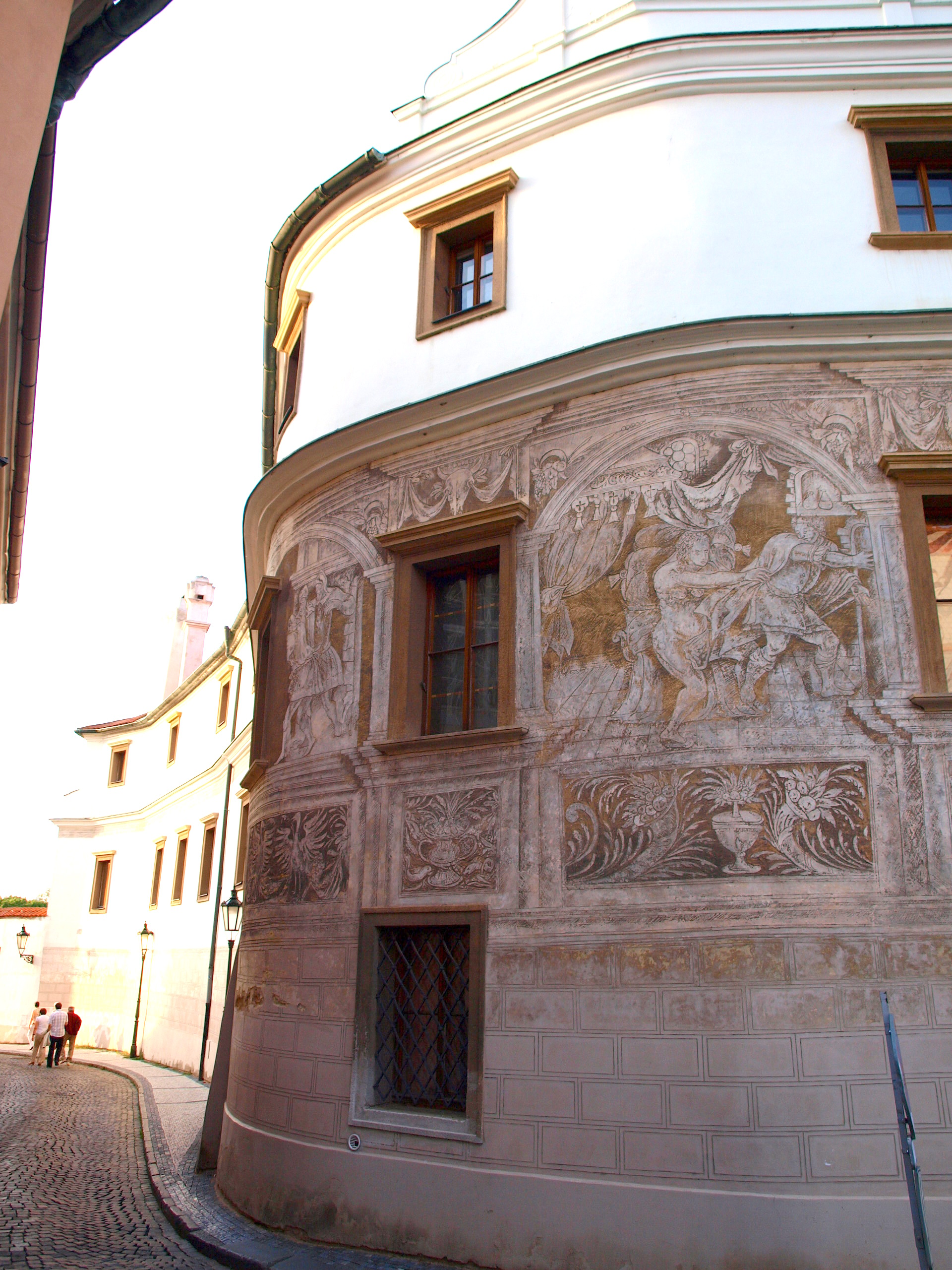
Sgraffites Renaissance
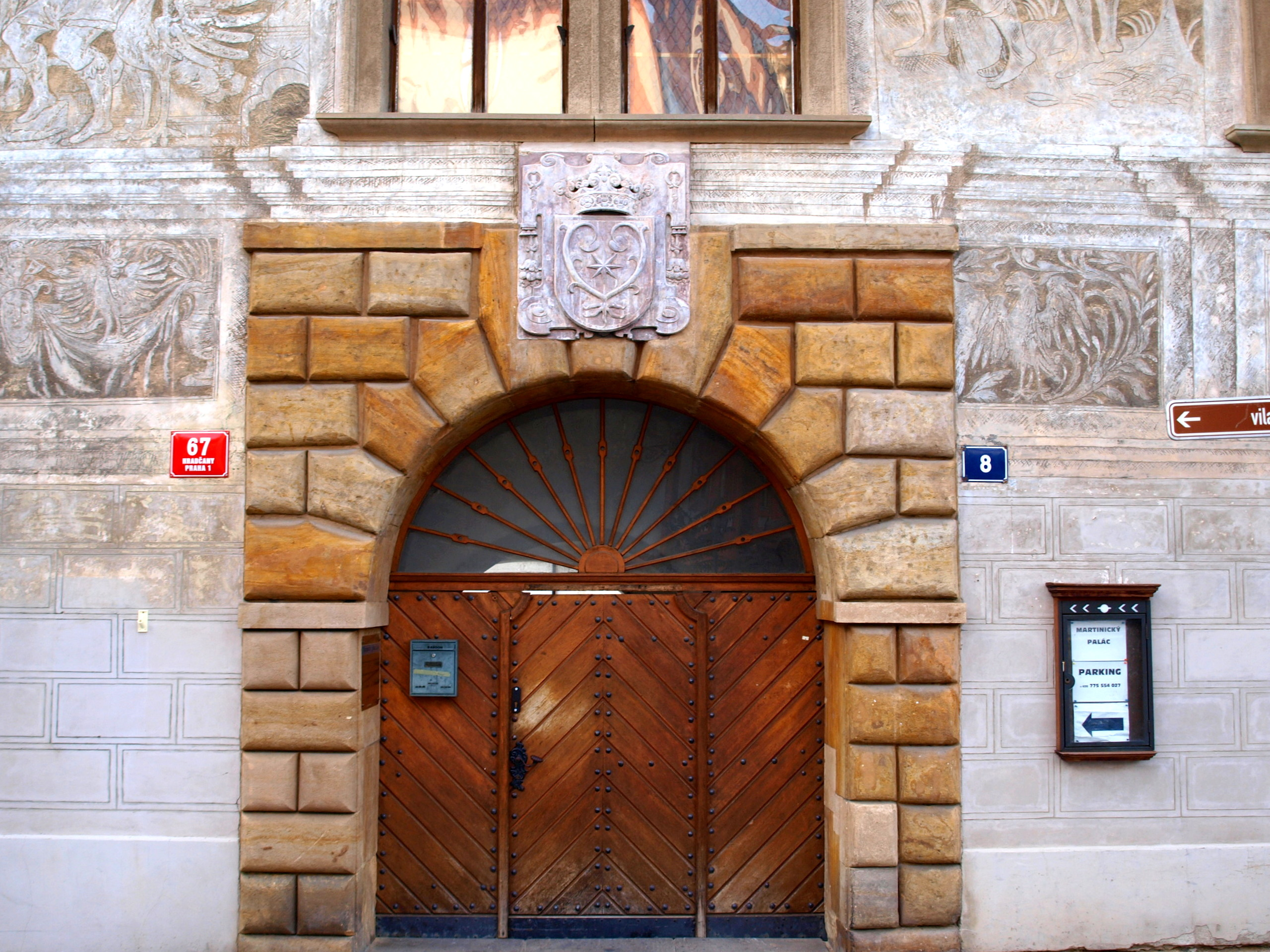
Façade
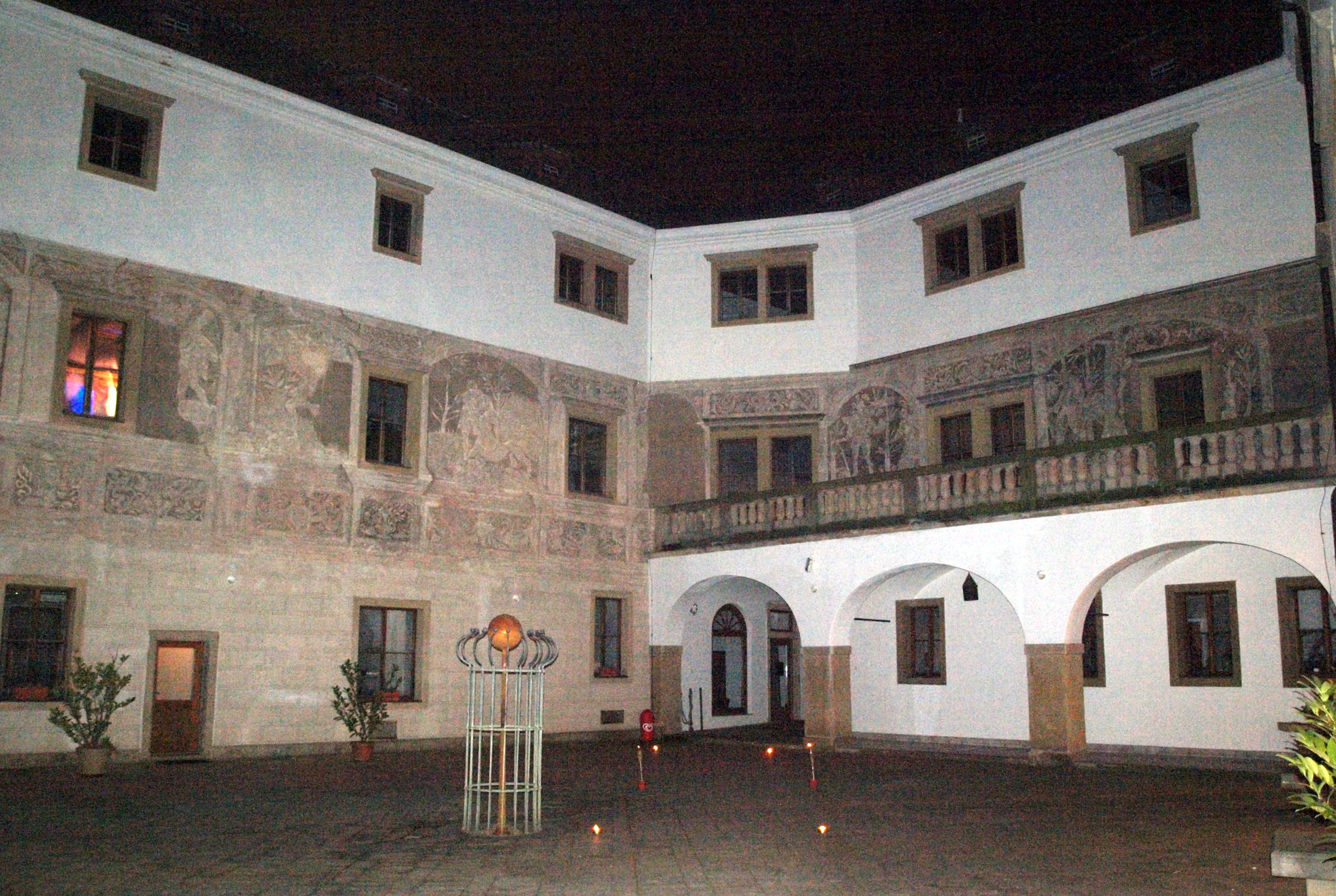
Cour
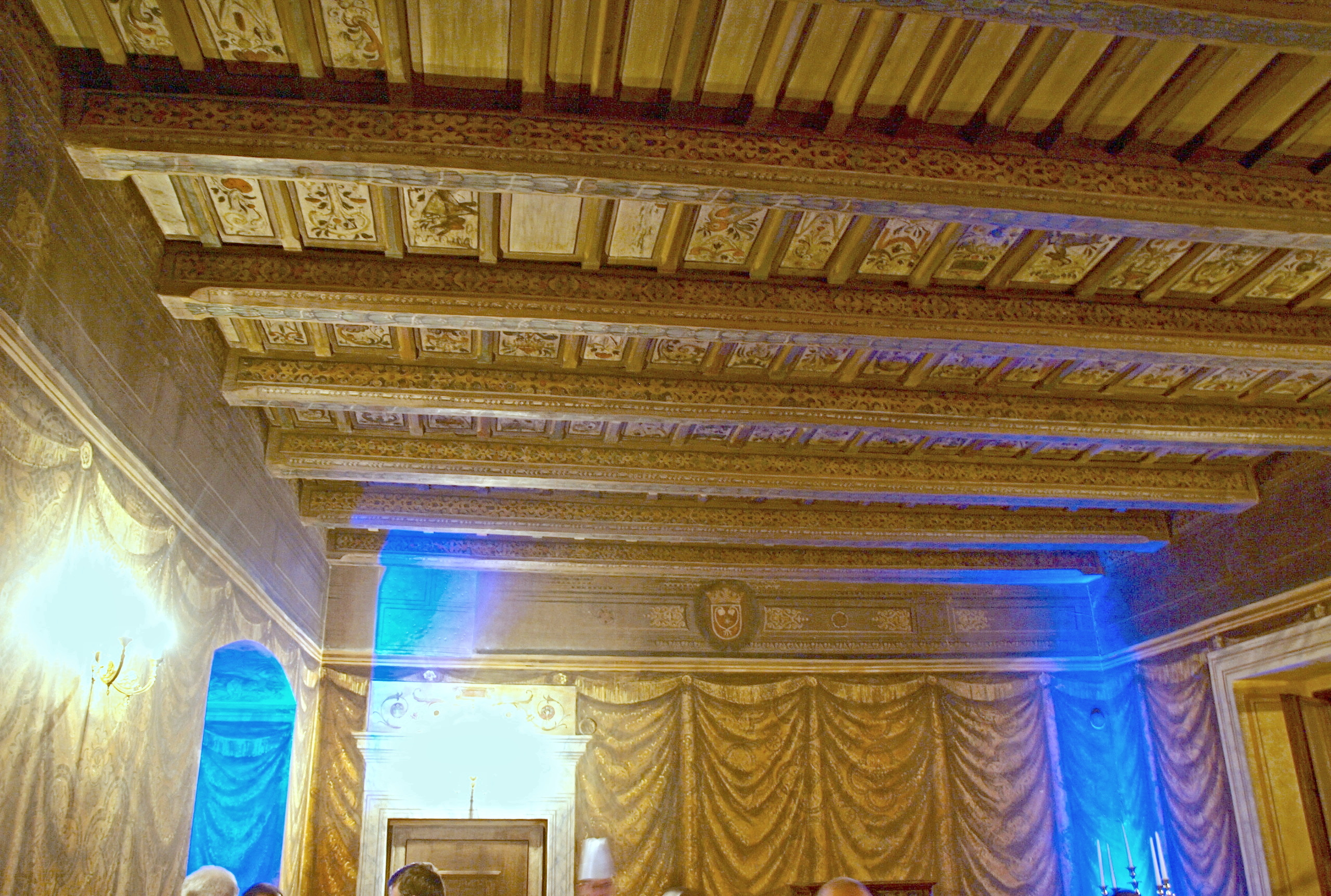
Intérieur Renaissance

## Liens